# Bus-Fahrt
Die Bus-Fahrt (Untertitel: Das Magazin für die Omnibusbranche) war eine vom Krefelder Verlag Stünings Medien herausgegebene Fachzeitschrift für Busunternehmer. Sie erschien seit 1953 und wurde infolge der Insolvenz des Verlags mit der Ausgabe 10/2022 eingestellt.
Eigenen Angaben zufolge berichtete die Zeitschrift monatlich über „alle Facetten der Omnibusbranche“, wobei die Schwerpunkte der Berichterstattung auf den beiden Blöcken „Technik“ und „Tourismus“ lagen. Inhaltlich gehörten u. a. Tests und Fahrberichte, Trends im Omnibusgewerbe sowie Tourismuswirtschaft zu den ständigen Themen. Der Titel war IVW-geprüft, wurde aber spätestens Mitte 2021 nicht mehr gemeldet.